# Nigger
Trong tiếng Anh, nigger (hay nigga) là từ dùng để chỉ nhóm người da đen. Từ này xuất hiện vào thế kỷ 18, bắt nguồn từ tiếng Tây Ban Nha negro (gốc Latinh: niger, nghĩa là màu đen). Nigger thường được sử dụng với ý nghĩa khinh miệt cho tới thế kỷ 20 tại Mỹ, nơi nó trở thành một từ lóng mang tính xúc phạm và phân biệt chủng tộc khi dùng để gọi những người da đen. Hiểu một cách thông tục, nigger có nghĩa là "mọi đen".
Bởi vì thuật ngữ này được coi là cực kỳ gây khó chịu, nó thường được gọi bằng từ "N-word", đặc biệt là trên Internet. Nhưng nó vẫn được sử dụng, đặc biệt là từ biến thể nigga, do chính những người Mỹ gốc Phi sử dụng. Trong các phương ngữ của tiếng Anh (bao gồm tiếng Anh chuẩn), "nigger" và "nigga" được phát âm giống nhau.
Việc sử dụng từ nigger sẽ gây ra những mâu thuẫn, những bất cập trong quan hệ giữa người với người. Nigger đôi khi cũng mang tính chất như một lời khen, khi mà bạn có thể dùng nó như một cách để nói "xin chào" đối với người da đen với nhau.